# Вайт-Плейнс (округ Калгун, Алабама)
Вайт-Плейнс (англ. White Plains) — переписна місцевість (CDP) в США, в окрузі Калгун штату Алабама. Населення — 877 осіб (2020).

## Географія
Вайт-Плейнс розташований за координатами 33°45′34″ пн. ш. 85°41′18″ зх. д. / 33.75944° пн. ш. 85.68833° зх. д. (33.759312, -85.688470).  За даними Бюро перепису населення США в 2010 році переписна місцевість мала площу 33,42 км², з яких 33,19 км² — суходіл та 0,23 км² — водойми.

## Демографія
Згідно з переписом 2010 року, у переписній місцевості мешкало 811 особа в 308 домогосподарствах у складі 241 родини. Густота населення становила 24 особи/км².  Було 344 помешкання (10/км²).
Расовий склад населення:
| - 96,7 % — білих - 1,7 % — чорних або афроамериканців - 0,4 % — корінних американців - 0,2 % — азіатів |

До двох чи більше рас належало 0,7 %. Частка іспаномовних становила 1,4 % від усіх жителів.
За віковим діапазоном населення розподілялося таким чином: 23,2 % — особи молодші 18 років, 63,2 % — особи у віці 18—64 років, 13,6 % — особи у віці 65 років та старші. Медіана віку мешканця становила 41,3 року. На 100 осіб жіночої статі у переписній місцевості припадало 96,8 чоловіків;  на 100 жінок у віці від 18 років та старших — 97,8 чоловіків також старших 18 років.
Середній дохід на одне домашнє господарство  становив 69 808 доларів США (медіана — 55 781), а середній дохід на одну сім'ю — 84 963 долари (медіана — 63 390). Медіана доходів становила 60 368 доларів для чоловіків та 38 665 доларів для жінок. За межею бідності перебувало 5,0 % осіб, у тому числі 0,0 % дітей у віці до 18 років та 0,0 % осіб у віці 65 років та старших.
Цивільне працевлаштоване населення становило 389 осіб. Основні галузі зайнятості: освіта, охорона здоров'я та соціальна допомога — 44,0 %, виробництво — 19,3 %, мистецтво, розваги та відпочинок — 11,6 %, сільське господарство, лісництво, риболовля — 8,2 %.